# Erythrocercus mccallii
Il pigliamosche capocastano (Erythrocercus mccallii (Cassin, 1855)) è un uccello passeriforme della famiglia Erythrocercidae.

## Etimologia
Il nome scientifico della specie, mccallii, rappresenta un omaggio al militare e zoologo statunitense George Archibald McCall.

## Descrizione

### Dimensioni
Misura 10 cm di lunghezza, per 6-8 g di peso.

### Aspetto

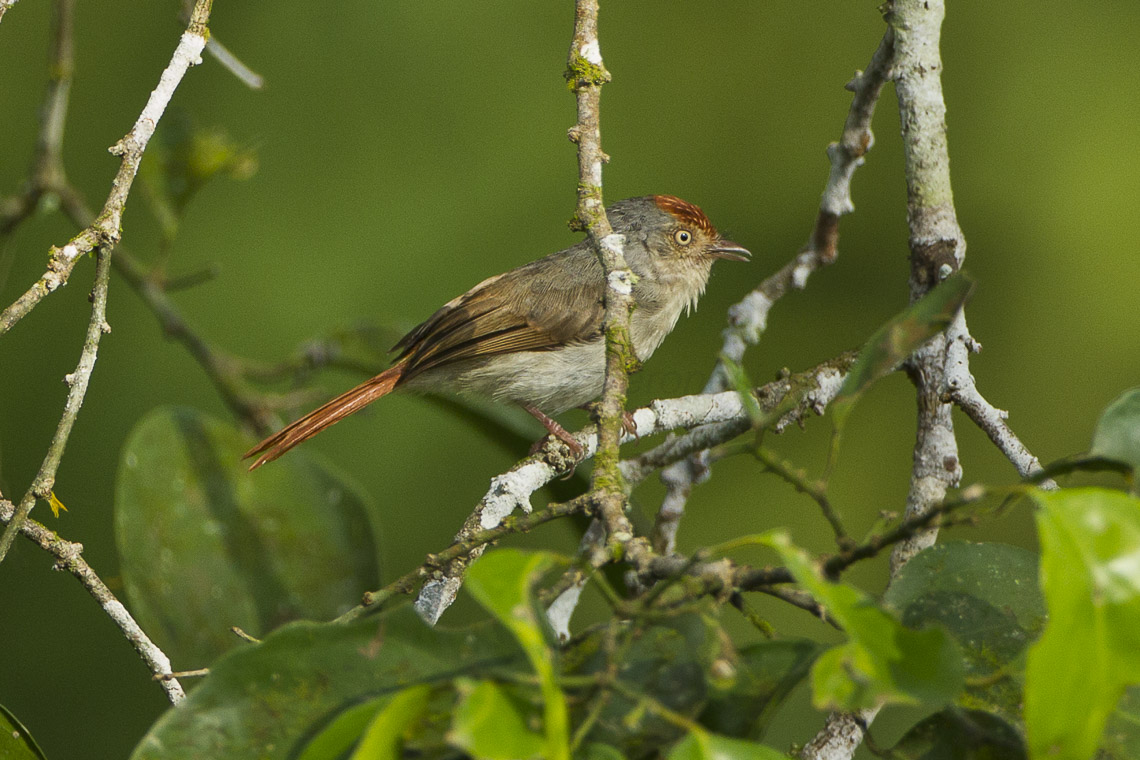
Esemplare nel Kakum.

Si tratta di uccelletti dall'aspetto massiccio ma slanciato muniti di grossa testa arrotondata con penne della calotta erettili, becco sottile, ali piccole e di forma arrotondata, zampe robuste e piuttosto lunghe e lunga coda rigida e dalla forma leggermente romboidale.
Il piumaggio si presenta di colore grigio cenere su nuca, dorso e groppa, che tende a scurirsi nel grigio-brunastro sulle ali: la calotta (fronte e vertice) è di colore bruno-ramato, colorazione questa che frutta alla specie il nome comune e che è riscontrabile anche su codione e coda. Sulla faccia e sulla gola la colorazione bruna tende a schiarirsi notevolmente, sfumando nel bianco-grigiastro di petto, ventre e sottocoda.
Il becco è di color carnicino-nerastro, mentre le zampe sono di colore carnicino-rosato: i grossi occhi sono invece di colore giallo-ambrato molto chiaro.

## Biologia
Si tratta di uccelli diurni, che vivono incoppie o in gruppetti familiari e passano la maggior parte della giornata alla ricerca di cibo fra i rami di alberi e cespugli, mantenendosi di prevalenza nel sottobosco.
Il richiamo di questi uccelli è rappresentato da sequenze di note acute e trillanti, che cominciano più lente ma vanno velocizzandosi man mano che si prosegue.

### Alimentazione
Il pigliamosche capocastano è un uccello insettivoro, la cui dieta si incentra su piccoli insetti (principalmente formiche e termiti, ma anche coleotteri e cavallette) e sulle loro larve, pur comprendendo anche altri piccoli invertebrati.

### Riproduzione
Si tratta di animali monogami, la cui stagione riproduttiva non sembra essere ben definita, con osservazioni di giovani individui durante tutto l'arco dell'anno nella maggior parte dell'areale.
Le coppie collaborano nelle varie fasi dell'evento riproduttivo, coi maschi che si occupano principalmente di tenere a bada i dintorni e di nutrire le compagne, le quali dal canto loro si sobbarcano la maggior parte del lavoro di costruzione del nido e di cova, venendo invece aiutate dai partner per quanto riguarda le cure parentali ai nidiacei.

## Distribuzione e habitat
Il pigliamosche capocastano è diffuso in Africa centrale e occidentale, occupando un areale che si estende dal Mali sud-occidentale e dalla Sierra Leone centrale ad est fino all'Uganda nord-occidentale, attraverso gran parte della Guinea (sud-est della Guinea, Liberia, Costa d'Avorio, fascia costiera di Ghana, Benin, Nigeria e Camerun), la Repubblica Centrafricana sud-occidentale ed il centro-nord della Repubblica Democratica del Congo: la specie è inoltre presente nel Rio Muni, in Gabon ed in Congo-Brazzaville centro-settentrionale e sud-occidentale, spingendosi a sud fino all'estremo nord-ovest dell'Angola (enclave di Cabinda).
L'habitat di questi uccelli è costituito dalla foresta pluviale tropicale di pianura, con predilezione per le aree di foresta primaria a canopia chiusa: è possibile osservarli anche nelle aree paludose e nella foresta ripariale.

## Tassonomia
Se ne riconoscono tre sottospecie:
- Erythrocercus mccallii nigeriae Bannerman, 1920 - diffusa nella porzione occidentale dell'areale occupato dalla specie (fino alla Nigeria sud-occidentale);
- Erythrocercus mccallii mccallii (Cassin, 1855) - la sottospecie nominale, diffusa nella porzione centrale dell'areale occupato dalla specie (a sud fino all'Angola e ad est fino alla Repubblica Centrafricana);
- Erythrocercus mccallii congicus Ogilvie-Grant, 1907 - diffusa nella porzione orientale dell'areale occupato dalla specie (dal nord del Congo-Kinshasa all'Uganda);